# Fédération polonaise de hockey sur glace
La Fédération polonaise de hockey sur glace porte en polonais le nom de Polski Związek Hokeja na Lodzie (PZHL). Il s'agit d'une association sportive nationale opérant en Pologne, dotée de la personnalité juridique, étant la seule représentante légale du hockey sur glace polonais, hommes et femmes, dans toutes les catégories d'âge dans le pays et à l'étranger.

## Équipes nationales

### Hommes
- Équipe nationale masculine
- Équipe nationale masculine des moins de 20 ans
- Équipe nationale masculine des moins de 18 ans

### Femmes
- Équipe nationale féminine
- Équipe nationale féminine des moins de 18 ans

## Championnats
- Polska Hokej Liga (1er échelon)
- Ligue 1 polonaise (2e échelon)

## Présidents
- Wacław Znajdowski (1925–1928)
- Stanisław Polakiewicz (1928–1932)
- Leon Chrzanowski (1932–1934)
- Witold Hulanicki (septembre 1934 – février 1937)[1],[2]
- Piotr Kurnicki (1937–1938)
- Stanisław Burhardt-Bukacki (1938–1939)
- Andrzej Osiecimski-Czapski (1945–1946)
- Mieczysław Boczar (1946–1951)
- Mieczysław Rudziński (1951–1953)[Note 1]
- Stefan Rzeszot (1953–1955)[Note 2]
- Michał Doroszewski (1955–1957)
- Tadeusz Wasilewski (1957–1968)
- Zdzisław Wierzbicki (1968–1973)
- Jan Kania (1973–1975)
- Wiesław Witczak (1975–1980)
- Eugeniusz Adamski (1980–1984)
- Jan Rodzoń (1984–1992)
- Bogdan Tyszkiewicz (1992–2000)
- Zenon Hajduga (2000–2008)
- Zdzisław Ingielewicz (14 juin 2008 – 26 mai 2012)
- Piotr Hałasik (26 mai 2012 – 13 mars 2014)
- Dawid Chwałka (14 mars 2014 – 27 février 2018)
- Piotr Demiańczuk (16 mars 2018 – 22 octobre 2018)
- Mirosław Minkina (27 novembre 2018 –)